# 布拉迪斯拉发斯洛伐克医科大学
布拉迪斯拉发斯洛伐克医科大学 是一所位于斯洛伐克首都布拉迪斯拉发的国立医科大学。该校创建于2002年6月25日，自2002年9月1日起生效，取代了斯洛伐克医学研究生院（Slovenská postgraduálna akadémia medicíny）。

## 历史
斯洛伐克医师研究生教育学院（Slovak Institute for Postgraduate Education of Physicians）于1953年5月1日在特伦钦成立，为斯洛伐克医疗保健专业人员教育奠定了基础。1966年7月7日，研究所迁入布拉迪斯拉发的新址，改名为医师和药剂师继续教育研学院（Institute of Further Education of Physicians and Pharmacists）。1991年7月1日，更名为医疗保健专业人员继续教育学院（ Institute for Further Education of Professionals in Healthcare）。1998年11月1日，更名为斯洛伐克医学研究生院。